# Kaskada Myi
Kaskada Myi (547 m n.p.m.) – wodospad w Sudetach Zachodnich, w Karkonoszach, w województwie dolnośląskim.
Kaskada Myi znajduje się w południowo-zachodniej Polsce, w Sudetach Zachodnich, w Karkonoskim Padole Śródgórskim, na południe od miejscowości Przesieka przed ujściem Myi do Podgórnej. Obiekt ten często mylony jest z wodospadem o nazwie Kaskady Myi.
Jest to niewielki, czwarty co do wielkości w polskich Karkonoszach wodospad o wysokości zaledwie 5 m, charakteryzujący się pionowymi kamiennymi spadkami zboczy. Tworzą go w dolnej części Myi trzy progi skalne. Kaskada powstała podczas alpejskich ruchów górotwórczych, a czynnikiem decydującym o obecnej rzeźbie kaskady było czwartorzędowe zlodowacenie.
Dojście do kaskady jest oznakowane.
W pobliżu wodospadu na prawym brzegu rośną zrośnięte pniami świerk z bukiem.